# 谢姆里莱德
谢姆里莱德（法語：Chémery-les-Deux，法語發音：[ʃemʁi le dø]；洛林法兰克语：Scheemrech）是法国摩泽尔省的一个市镇，属于福尔巴克-布莱摩泽尔区。

## 地理
谢姆里莱德（49°17'58"N, 6°26'38"E）面积10.03 平方千米，位于法国大東部大區摩泽尔省，该省份为法国东北部内陆省份，是洛林的一部分，西南接默尔特-摩泽尔省，东临下莱茵省，北与卢森堡和德国接壤。
与谢姆里莱德接壤的市镇（或旧市镇、城区）包括：昂兹兰、比比什、达尔斯坦、埃贝尔斯维莱、菲尔斯特罗夫、弗赖斯特罗夫、埃斯特罗夫、门斯基什。

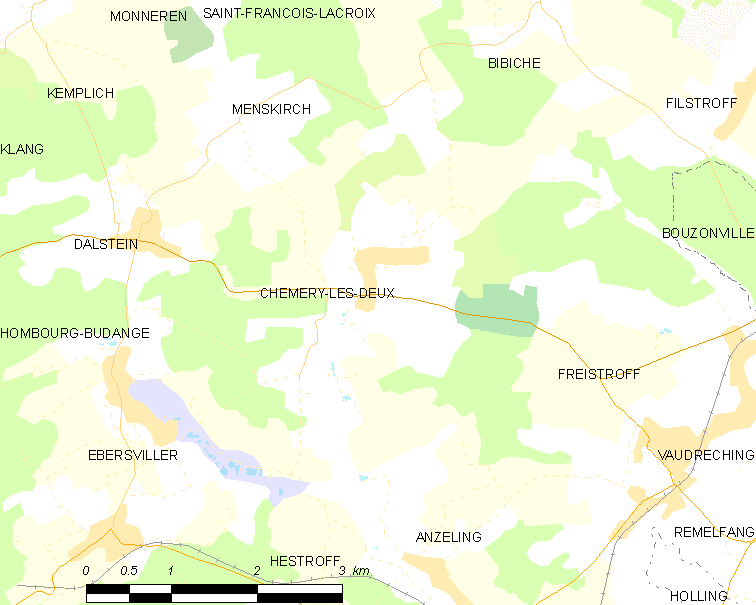
谢姆里莱德的OSM定位图

谢姆里莱德的时区为UTC+01:00、UTC+02:00（夏令时）。

## 行政
谢姆里莱德的邮政编码为57320，INSEE市镇编码为57136。

## 政治
谢姆里莱德所属的省级选区为布宗维尔县。

## 人口

1962-2008年间谢姆里莱德人口变化图示

谢姆里莱德于2022年1月1日时的人口数量为592人。